# Vĩnh Thạch (huyện)
Vĩnh Thạch là một huyện cũ của tỉnh Thanh Hóa, tồn tại từ ngày 5 tháng 7 năm 1977 đến ngày 30 tháng 8 năm 1982.

## Địa lý
Huyện Vĩnh Thạch rộng 716,59 km², có vị trí địa lý:
- Phía đông giáp huyện Trung Sơn
- Phía tây giáp 2 huyện Bá Thước và Cẩm Thủy
- Phía nam giáp huyện Thiệu Yên
- Phía bắc giáp 2 huyện Tam Điệp, Hoàng Long, tỉnh Hà Nam Ninh và huyện Lạc Sơn, tỉnh Hà Sơn Bình.

## Lịch sử
Huyện Vĩnh Thạch được thành lập năm 1977 trên cơ sở sáp nhập hai huyện Thạch Thành và Vĩnh Lộc, huyện lỵ được đặt tại khu vực núi Chè, xã Vĩnh Thành (nay thuộc thị trấn Vĩnh Lộc).
Cùng lúc đó, các huyện Trung Sơn, Lương Ngọc, Thiệu Yên và Đông Thiệu cũng được thành lập.
Khi thành lập, huyện Vĩnh Thạch gồm 2 thị trấn nông trường: Thạch Thành, Vân Du và 40 xã: Ngọc Trạo, Thạch Bình, Thạch Cẩm, Thạch Định, Thạch Đồng, Thạch Lâm, Thạch Long, Thạch Quảng, Thạch Sơn, Thạch Tượng, Thành An, Thành Công, Thành Hưng, Thành Kim, Thành Long, Thành Minh, Thành Mỹ, Thành Tâm, Thành Tân, Thành Thọ, Thành Tiến, Thành Trực, Thành Vân, Thành Vinh, Thành Yên, Vĩnh An, Vĩnh Hòa, Vĩnh Hùng, Vĩnh Hưng, Vĩnh Khang, Vĩnh Long, Vĩnh Minh, Vĩnh Ninh, Vĩnh Phúc, Vĩnh Quang, Vĩnh Tân, Vĩnh Thành (huyện lỵ), Vĩnh Thịnh, Vĩnh Tiến, Vĩnh Yên.
Năm 1982, huyện Vĩnh Thạch chia thành hai huyện Thạch Thành và Vĩnh Lộc như cũ:
- Huyện Thạch Thành có 27 đơn vị hành chính trực thuộc, gồm 2 thị trấn nông trường: Thạch Thành, Vân Du và 25 xã: Ngọc Trạo, Thạch Bình, Thạch Cẩm, Thạch Định, Thạch Đồng, Thạch Lâm, Thạch Long, Thạch Quảng, Thạch Sơn, Thạch Tượng, Thành An, Thành Công, Thành Hưng, Thành Kim (huyện lỵ)[4], Thành Long, Thành Minh, Thành Mỹ, Thành Tâm, Thành Tân, Thành Thọ, Thành Tiến, Thành Trực, Thành Vân, Thành Vinh, Thành Yên.
- Huyện Vĩnh Lộc có 15 đơn vị hành chính trực thuộc, gồm các xã: Vĩnh An, Vĩnh Hòa, Vĩnh Hùng, Vĩnh Hưng, Vĩnh Khang, Vĩnh Long, Vĩnh Minh, Vĩnh Ninh, Vĩnh Phúc, Vĩnh Quang, Vĩnh Tân, Vĩnh Thành (huyện lỵ), Vĩnh Thịnh, Vĩnh Tiến, Vĩnh Yên.

Đồng thời các huyện Lương Ngọc, Trung Sơn chia thành các huyện như cũ; riêng huyện Đông Thiệu đổi lại là huyện Đông Sơn nhưng vẫn giữ nguyên địa giới.